# کنی مک‌لین
کنی مک‌لین (انگلیسی: Kenny McLean؛ زادهٔ ۸ ژانویهٔ ۱۹۹۲) بازیکن فوتبال اهل بریتانیا است.
از باشگاه‌هایی که در آن بازی کرده‌است می‌توان به باشگاه فوتبال سنت میرن و باشگاه فوتبال آبردین اشاره کرد.
وی همچنین در تیم‌های ملی فوتبال زیر ۱۹ سال اسکاتلند، زیر ۲۱ سال اسکاتلند و اسکاتلند بازی کرده‌است.